# Henk Beuke

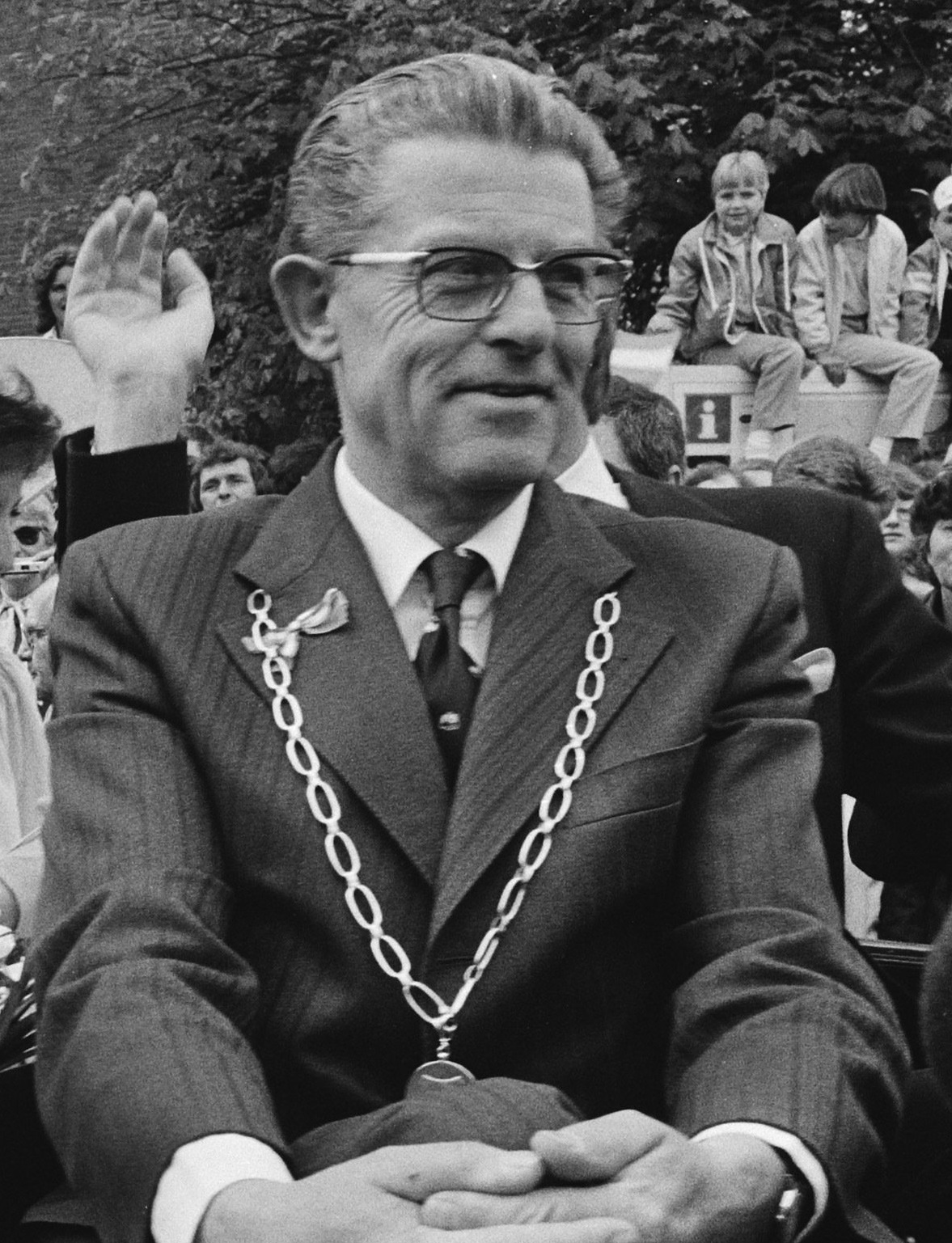
Burgemeester H.J. Beuke tijdens bezoek van koningin Beatrix aan Vaassen (gemeente Epe) op Koninginnedag 1983

Hendrikus Jacobus (Henk) Beuke (Amsterdam, 31 juli 1924 – Epe, 9 november 2013) was een Nederlands politicus van de PvdA.
Beuke studeerde aan een sociale academie en werd in 1952 directeur van het nieuwe humanistisch kinderhuis Ellinchem (internaat voor justitiële kinderbescherming) in Ellecom wat hij tot 1969 zou blijven. Daarnaast was Beuke actief in de lokale politiek. Zo was hij in Rheden PvdA-fractievoorzitter voor hij daar in april 1968 wethouder werd. In november 1971 volgde zijn benoeming tot burgemeester van Lochem en in juni 1980 werd Beuke burgemeester van Epe.  In 1988 werd hij benoemd tot Officier in de Orde van Oranje Nassau en in 1989 ontving hij de zilveren erepenning van de gemeente Epe. In augustus 1989 ging hij in daar met pensioen.
Hij bleef in Epe wonen waar hij eind 2013 overleed op 89-jarige leeftijd.